# Halifax Stanfield nemzetközi repülőtér
A Halifax Stanfield nemzetközi repülőtér (IATA: YHZ, ICAO: CYHZ) Kanada egyik nemzetközi repülőtere, amely Halifax közelében található. Éves utasforgalma 3 107 425 fő (2022).

## Futópályák
A repülőtér futópályái:
- 05/23 (3200 m, 60 m, aszfaltbeton)
- 14/32 (2347 m, 60 m, aszfalt)

## Forgalom
Az utasforgalom az elmúlt években az alábbi módon változott:
| Utasok száma | 2 744 720 | 3 089 552 | 2 853 778 | 3 229 111 | 3 578 931 | 3 594 164 | 3 663 039 | 4 083 188 | 995 426 | 3 579 293 |
|              | 1996      | 1999      | 2002      | 2005      | 2008      | 2011      | 2014      | 2017      | 2020    | 2023      |